# Maserati Mexico
Maserati Mexico (рус.  Мазера́ти Ме́ксика) — легковой автомобиль класса Гран Туризмо, выпускавшийся итальянской компанией Maserati с 1966 по 1972 год. По-настоящему четырёхместное купе было создано на укороченном шасси́ модели Quattroporte. Всего было изготовлено 482 автомобиля.

## Описание
После аварии один из повреждённых автомобилей 5000GT был возвращён на завод компании для ремонта. Здесь его полностью переделали, а полученный прототип продемонстрировали на Туринском автосалоне 1965 года на стенде фирмы Vignale, чей элегантный кузов он получил. Автомобиль вызвал восторг у публики и был куплен посетившим выставку президентом Мексики.
Последовавшая за этим серийная модель получила название Mexico и была впервые показана на Парижском автосалоне в 1966 году. Реально четырёхместный, а не с посадочной формулой 2+2, автомобиль имел укороченное шасси́ модели Quattroporte. На нём также была установлена дорожная версия спортивного V-образного восьмицилиндрового мотора от гоночного автомобиля 450S. Спереди у модели применялась независимая пружинная подвеска на двух поперечных рычагах, сзади — мост на рессорах. Тормоза всех колёс были дисковыми.
Интересно, что в этом же году Джон Сёртис выиграл Гран-при Мексики за рулём Cooper-Maserati T81.